# 奈良部匠平
奈良部 匠平（ならべ しょうへい、1961年3月4日 - ）は編曲家、音楽プロデューサー。東京都出身。バークリー音楽大学ジャズ作曲科卒。

## 略歴
元米米CLUBのサポートメンバー（キーボード担当）で、在籍当時の名義は「ジュリアーノ奈良部」（ただし編曲などのクレジットは本名の「奈良部匠平」名義）。
また、米米CLUBの作品の編曲にとどまらず渡辺美里、種ともこ、木根尚登といったアーティストの作編曲を数多く手がけた。
1994年以降はニューヨークに活動拠点を移している。
幼少より家族の影響で音楽に親しみ、歌唱・ヴァイオリンなどを学ぶ。中学時代よりバンド活動でギター、キーボードを担当。同時に多重録音によるオリジナル作品制作を始める。高校時代より尚美音楽院のジャズ作編曲やピアノのクラスを受講。
同校にて嵐野英彦よりクラシック作曲法の基礎を学ぶ。作・編曲家・プロデューサー川口真の勧めで米国 Berklee College of Musicに入学し、作・編曲家への道を目指すことを決意し渡米。
Berklee卒業式では、クインシー・ジョーンズより卒業証書授与。その後、日本においてメジャー・アーティストのサポートキーボーディスト活動のかたわら、作・編曲家としてのキャリアをスタートする。
Virgo Musicに所属し、数多くのアーティストの作品に作・編曲家として参加し、ミュージカルや映画音楽も手がける。帰国して10年後、活動の拠点をニューヨークへ移す。TVコマーシャルの音楽制作を中心にインディー・レーベルL’atelier Clair inc.を立ち上げ、アーティストの育成に力を注ぐ。欧米やアジア、そして日本で高い人気を誇る和太鼓チーム「Drum TAO」の音楽監督として制作活動の協力を続けている。
その後もVirgo Musicに所属し、日本での活動を展開している。

## ディスコグラフィ

### アルバム
- Sketches（2003年8月8日）
- Cool Air（2010年7月11日）

## 参加作品
※50音順
※作曲（作）、編曲（編）、音楽プロデュース（プ）、キーボード（K）、ギター（G）、エンジニア（エ）、ライブ参加（ラ）、写真撮影（写）、VIDEO制作（V）

### 日本のアーティスト
- アン・ルイス（K@ラ）
- 池田綾子（作,編,K,プ）
- 井上美樹
- 伊秩弘将（編,K）
- 今井美樹（編 ,K,ラ）
- 大江千里（編,K）
- 岡村靖幸（Stringsの編）
- 辛島美登里（編,K,）
- KAN（編,K）
- 吉川晃司（K@ラ）
- 木根尚登（編,K）
- 久宝留理子（編,K,ラ）
- 小堺一機（編,K）
- 米米クラブ（編,K,K@ラ）
- 堺正章（編,K）
- 白井貴子（編,K）、鈴木聖美（作,編,K,G）
- 種ともこ（編,K）
- ダイアモンド☆ユカイ（編,K）
- 田村直美（編,K）
- Chara（プ@ラ）
- デュアル・ドリーム（編,K）
- 東京パフォーマンスドール（編,K）
- 中森明菜（編,K）
- 西村由紀江（編）
- 早見優（編,K）
- 福山雅治（K）
- 平松愛理（編,K,エ）
- 松岡英明（作,編,K,G,ラ）
- 松田聖子（編,K）
- 松本伊代（編,K）
- モダン・チョキチョキズ（編,K）
- 米倉利紀（編,K）
- ラクリマ・クリスティー（編）
- RIO（編,K,プ）
- 渡辺美里（作,編,K,ラ,写,V）

### 海外のアーティスト / 海外で活躍するアーティスト
- Drum TAO（編,プ,ラ）
- Skeleton Key (Re-Mix+エ)
- Sandy Lam（編,K,プ）
- Yoon Sang（編,K,写）
- Nana Schwartzlose（編,K,プ,エ,写,V）
- Shilo Andrews（編,K,プ,エ,写,V）
- 12-O-Clock（作,編,K,プ,エ）
- Gisele Jackson（作,編,K,プ,エ）
- JaztronProject（作,編,K,プ）
- Umbrella（作,編,K,プ,写）

### ミュージカル・舞台
- Drum TAO（編,プ,ラ）
- グリース（大林宣彦 演出）
- マリア（唐沢寿明 主演）
- コヨーテ（寺田稔 作,演出,主演）
- センポ・Sempo（吉川晃司 主演）
- ピピン・Pippin(上島雪夫 演出）
- The 舶来寄席(吉本興業 主催)

### 映画
- She’s Rain：白羽弥仁監督 (東映アストロフィルム配給)

### CM

#### 日本
- Johnson&Johnson
- KFC
- TDK
- 花王
- 伊勢丹
- Nissanなど

#### 米国
- Pepsi
- Maxwell House Coffee
- Post Foods
- CNNなど

### テレビ

#### 米国
- A&E
- VH1
- TBS
- PBS
- TLC
- TV One
- Bravo
- Planet Green
- TRUTV
- Style Network：ドラマ、ドキュメンタリーなど